# Station Forchies
Station Forchies verwijst naar twee spoorwegstations die hebben bestaan in Forchies-la-Marche, een deelgemeente van de stad Fontaine-l'Évêque. Het eerste station werd aangelegd langs spoorlijn 112A, en werd in 1984 buiten gebruik genomen. Het tweede station, nu een stopplaats, is aangelegd op het nieuwe tracé van de spoorlijn 112 (La Louvière - Marchienne-au-Pont), die op 21 december 1983 tegelijk geopend is.

## Treindienst
| Serie       | Treinsoort               | Route | Bijzonderheden                                                         |
| ----------- | ------------------------ | --- | ---------------------------------------------------------------------- |
| S 62        | S-trein Charleroi (NMBS) | Luttre – Manage – La Louvière-Centrum – Forchies – Charleroi-Centraal                                                                                   | Rijdt in het weekend tussen La Louvière-Centrum en Charleroi-Centraal. |
| P 7770/8770 | Piekuurtrein (NMBS)      | [ Manage – [ Luttre ] / [ Bergen – Quévy ] / [ 's-Gravenbrakel ] ] / [ La Louvière-Zuid – [ Bergen ] / [ Luttre ] / [ Forchies – Charleroi-Centraal ] ] | Rijdt alleen op werkdagen.                                             |

## Reizigerstellingen
De grafiek en tabel geven het gemiddeld aantal instappende reizigers weer op een week-, zater- en zondag.
|      | Weekdag | Zaterdag | Zondag |
| ---- | ------- | -------- | ------ |
| 1977 | 247     | 60       | 39     |
| 1978 | 229     | 61       | 37     |
| 1979 | 208     | 44       | 44     |
| 1980 | 179     | 25       | 25     |
| 1981 | 178     | 65       | 35     |
| 1982 | 153     | 35       | 24     |
| 1983 | 166     | 48       | 45     |
| 1984 | 206     | 55       | 70     |
| 1985 | 246     | 90       | 53     |
| 1986 | 263     | 58       | 40     |
| 1987 | 292     | 71       | 58     |
| 1988 | 309     | 80       | 74     |
| 1989 | 295     | 73       | 52     |
| 1990 | 264     | 73       | 57     |
| 1991 | 294     | 81       | 57     |
| 1992 | 256     | 79       | 58     |
| 1993 | 264     | 74       | 49     |
| 1994 | 288     | 74       | 36     |
| 1995 | 259     | 26       | 12     |
| 1996 | 260     | 46       | 36     |
| 1997 | 213     | 34       | 31     |
| 1998 | 216     | 30       | 24     |
| 1999 | 218     | 40       | 16     |
| 2000 | 195     | 52       | 35     |
| 2001 | 161     | 31       | 22     |
| 2002 | 164     | 28       | 32     |
| 2003 | 165     | 31       | 39     |
| 2004 | 173     | 44       | 28     |
| 2005 | 163     | 34       | 40     |
| 2006 | 177     | 28       | 20     |
| 2007 | 153     | 26       | 24     |
| 2008 | -       | -        | -      |
| 2009 | 169     | 30       | 22     |
| 2010 | -       | -        | -      |
| 2011 | -       | -        | -      |
| 2012 | 157     | 35       | 33     |
| 2013 | 174     | 36       | 26     |
| 2014 | 159     | 38       | 25     |
| 2015 | 171     | 38       | 23     |
| 2016 | 156     | 30       | 30     |
| 2017 | 148     | -        | -      |
| 2018 | 133     | 33       | 29     |
| 2019 | 134     | 32       | 24     |
| 2020 | 90      | 27       | 9      |
| 2021 | -       | -        | -      |
| 2022 | 199     | 22       | 23     |
| 2023 | 152     | 57       | 54     |
| 2024 | 156     | 63       | 33     |

0,0: Marchienne-au-Pont ·
4,6: Goutroux ·
7,2: Fontaine-l'Évêque ·
Forchies ·
11,3: Piéton ·
13,4: Carnières ·
15,3: Morlanwelz ·
16,5: Mariemont ·
18,6: Haine-Saint-Pierre ·
19,1: La Louvière-Zuid ·
19,7: Haine-Saint-Paul ·
20,1: La Louvière-Bouvy ·
20,9: La Louvière-Centrum
0,0: Roux ·
1,0: Wilbeauroux ·
2,0: Courcelles-Centre ·
5,1: Trazegnies ·
7,9: Forchies ·
10,0: Piéton